# Ангостура (остров)
Остров Ангостура — речной остров, расположенный в русле реки Мета на границе Колумбии, которой он принадлежит, и Венесуэлы. Имеет географические координаты 6°13′05″N 68°04′26″W. Находится на севере департамента Вичада, недалеко от острова Эль-Порвенир и к западу от острова Эль-Гуаябал, в 190 километрах к северу от столицы страны — Боготы.